# Anu Malik
Anu Malik (hindi: अनू मलिक, Anū Malik; też अन्नू मलिक, Annū Malik, ur. 2 listopada 1960 w Bombaju (Mumbaj)) – indyjski muzyk, kompozytor muzyki filmowej do filmów w języku hindi (Bollywood). Otrzymał w Indiach nagrodę National Film Award za muzykę do filmu Refugee. Jego piosenkę Chamma Chamma z filmu China Gate 1998 wykorzystano w amerykańskim filmie Moulin Rouge!, z Nicole Kidman w roli głównej, a piosenkę Chunari Chunari z Biwi No.1 można usłyszeć w filmie Monsunowe wesele. Międzynarodową popularność przyniosła mu muzyka do filmu Duma i uprzedzenie (2004). Śpiewa też własne piosenki w filmach (playback).

## Muzyka filmowa
W ciągu ostatnich 20 lat skomponował muzykę m.in.do następujących filmów:
- Ryzykant (1993) – Nagroda Filmfare za Najlepszą Muzykę
- Main Khiladi Tu Anari (1994)
- Akele Hum Akele Tum (1995)
- Chaahat (1996)
- Border (1997)
- Kareeb (1998)
- China Gate (1998)
- Refugee (2000) – Filmfare Special Award
- Fiza (2000)
- Aśoka Wielki  (2001)
- Aks (2001)
- Filhaal (2002)
- Ab Ke Baras (2002)
- LOC-Kargil (2003)
- Ishq Vishk (2003)
- Jestem przy tobie (2004) – Nagroda Filmfare za Najlepszą Muzykę i Nagroda Star Screen za Najlepszą Muzykę
- Murder (2004)
- Fida (2004)
- No Entry (2005)
- Humko Deewana Kar Gaye (2006)
- Zakochać się jeszcze raz (2006)
- Umrao Jaan (2006)
- Aatma (2006)
- Undertrail (2007)